# Bocana
Bocana (лат.) — род чешуекрылых из подсемейства совок-пядениц. Распространены в Юго-Восточной Азии и Австралии. Тело коренастое. Хоботок короткий. Щупики узкие и длинные, второй членик изогнутый. Усики по длине равны половине длины всего тела. Брюшко не выступает за пределы задних крыльев. Крылья широкие. Ноги толстые с длинными шпорами.

## Классификация
Род был впервые описан в 1859 году английским натуралистом Френсисом Уокером (Francis Walker, 1809—1874). Включает несколько синонимов, в том числе Lamura. В составе рода:
- Bocana alpipalpalis  (Pagenstecher, 1884)
- Bocana linusalis  Walker, [1859]
- Bocana longicornis  Holloway, 2008
- Bocana manifestalis Walker, 1858
  - =Lamura oberratalis Walker, 1859
- Bocana marginata  (Leech, 1900)
- Bocana silenusalis  Walker, 1859
- Bocana umbrina  Tams, 1924